# Giornata mondiale della tubercolosi
La giornata mondiale della tubercolosi (o anche giornata mondiale della lotta alla tubercolosi) è una ricorrenza celebrata, a livello internazionale, il 24 marzo di ogni anno.
L'Assemblea Generale delle Nazioni Unite ha proclamato il 24 marzo la giornata mondiale della tubercolosi in omaggio al fatto che in questa data, nel 1882, il microbiologo tedesco Robert Koch  annunciò al mondo la scoperta del batterio responsabile della tubercolosi, il Mycobacterium tuberculosis.